# AB-001
AB-001（化学名：1-戊基-3-(1-金刚烷甲酰基)吲哚）是一种含氮有机化合物，分子式C24H31NO，属于大麻素类狡詐家藥物，2010年在爱尔兰，2011年在德国和匈牙利发现，结构上与AM-1248类似。